# Rikky von Opel
Frederick "Rikky" von Opel, född 14 oktober 1947 i New York, är en liechtensteinsk racerförare. Han är sonsons son till bilmärket Opels grundare Adam Opel.

## Racingkarriär
von Opel, som kom från en känd och välbärgad familj, ville leva anonymt och började köra racing under pseudonymen "Antonio Bronco". Han återtog sitt riktiga namn efter att han etablerat sig som en hygglig racerförare och letade efter en konkurrenskraftig bil. 1972 fick han kontrakt med det brittiska formel 3-stallet Ensign och började vinna tävlingar. I slutet av året gav von Opel stallchefen Morris Nunn i uppdrag att bygga en formel 1-bil åt honom inför säsongen 1973, vilket resulterade i en Ensign N173. 
von Opel debuterade i Frankrikes Grand Prix 1973 och körde sedan ytterligare sex lopp under säsongen, men några poäng blev det inte. Hans bakgrund gjorde honom dock attraktiv bland formel 1-stallcheferna och inför säsongen 1974 värvades han över till Brabham, som just övertagits av Bernie Ecclestone, och blev där stallkamrat med Carlos Reutemann. von Opel kom som bäst nia i Sverige 1974 och Nederländerna 1974 och insåg då att han inte hade någon framtid inom racing och lade av formel 1.

## F1-karriär
| Säsong | Stall/Tillverkare        | Poäng | Placering |
| ------ | ------------------------ | ----- | --------- |
| 1973   | Ensign-Ford              | 0     | –         |
| 1974   | Ensign-Ford Brabham-Ford | 0     | –         |